# Rauðufossar
Die Rauðufossar sind Wasserfälle im Hochland im Süden von Island.
Die Rauðufossakvísl im Norden der Rauðufossafjöll stürzt um 60 Meter in die Tiefe und fließt durch weitere Flüsse in die Þjórsá. Der Wasserfall wird auch Rauðfoss (isl. Rotwasserfall) genannt. Von der Landmannaleið  führt eine Piste nach Süden in die Nähe des Wasserfalls. 